# Forst an der Weinstraße
Pour les articles homonymes, voir Forst.
Forst an der Weinstraße est une municipalité allemande située dans le land de Rhénanie-Palatinat et l'arrondissement de Bad Dürkheim.

## Source
- (de) Cet article est partiellement ou en totalité issu de l’article de Wikipédia en allemand intitulé « Forst an der Weinstraße » (voir la liste des auteurs).